# Space Colony
Space Colony es un videojuego de estrategia en tiempo real desarrollado por Firefly Studios y publicado por Gathering en 2003. Aspyr Media lanzó un Mac OS X puerto en 2004. El juego fue relanzado como versión digital HD el 8 de noviembre de 2012.

## Jugabilidad
La premisa básica es similar a Los Sims en el sentido de que el jugador tiene que atender las necesidades de varios individuos, aquí cada uno con una personalidad única predefinida y diferentes habilidades. Sin embargo, el juego está orientado a la misión e implica establecer una base futurista y llevar a cabo misiones que involucran la extracción de minerales, el desarrollo de relaciones, la recolección de recursos para evitar quedarse sin oxígeno y energía, la recolección de alimentos y la lucha contra los ataques alienígenas.
Se lanzó una campaña de bonificación en 2004. Tiene 5 misiones y tiene lugar en el planeta Cobash.

### Personajes
Hay 20 personajes principales en este juego. Todas las actitudes de los personajes están determinadas por su felicidad. Es necesario satisfacer las necesidades y demandas de los personajes para que sus niveles de trabajo no decaigan. Por lo tanto, necesitan suficiente oxígeno, energía y comida o entretenimiento con bares, clubes, saunas y más de otros 100 edificios disponibles. La salud mental también es un problema en una pequeña colonia en el espacio, por lo que los espacios de meditación, la psicoterapia e incluso las cápsulas de detención pueden ser útiles.

## Desarrollo

### Minijuego
Se creó un minijuego orientado a la acción en 2D llamado Alien Horde para promover Space Colony. Los jugadores asumen el papel de Venus, la protagonista de Space Colony. Tiene que luchar contra los ataques alienígenas y tratar de rescatar a Stig, el motociclista escandinavo que trabaja duro en "Space Colony", y además tiene que evitar quedarse sin oxígeno. Alien Horde tiene un final abierto y la jugabilidad se vuelve más intensa con cada nivel. Aparte del mismo escenario, la jugabilidad del minijuego no tiene mucho en común con la jugabilidad más estratégica de Space Colony.

### Música
El tema principal de Space Colony "You're So Gangsta" fue contribuido por la banda Chromeo.

### Versión HD
Space Colony HD fue lanzado el 8 de noviembre de 2012. La nueva versión del juego cuenta con alta definición gráficos y un campo de visión más amplio, con soporte para resoluciones de hasta 2560x1600. El relanzamiento incluye 8 nuevas campañas de bonificación oficiales y la campaña de bonificación de Cobash lanzada anteriormente más 6 campañas creadas por usuarios de SpaceColonyFans.net. El juego es compatible con Windows 2000/XP/7/8/10. Las compras en GOG.com incluyen el minijuego Alien Horde, un fondo de pantalla HD, un manual digital y la banda sonora del juego. El 12 de noviembre de 2012 se lanzó un parche HD separado para los propietarios de la versión anterior.

### Steam Edition
Space Colony: Steam Edition se lanzó el 30 de abril de 2015. Esta versión incluye varias funciones exclusivas de Steam, como logros, cromos y Steam Cloud para partidas guardadas. También se admiten configuraciones de gráficos de alta resolución de la versión HD anterior, lo que permite a los jugadores ver toda su colonia mientras juegan en una sola pantalla. El juego es compatible con Windows XP a 10.

## Recepción
En Metacritic, un agregador de reseñas, Space Colony tiene una puntuación de 75/100 según 21 reseñas. Dan Adams de IGN lo calificó con 7.5/10 y escribió que es "casi genial" pero tiene demasiadas molestias, como las personalidades extravagantes e irritantes de los personajes. En su reseña de GameSpot, Andrew Park lo llamó "un juego interesante pero no realmente convincente". Al calificarlo con 6.7/10, Park criticó la falta de variedad en el juego, ya que cada problema se puede resolver de maneras muy similares y hay pocas interacciones espontáneas entre los colonos. Martin Taylor, de Eurogamer, calificó el juego con un 6/10 y lo recomendó solo a los fanáticos de The Sims, a quienes quizás no les importe el requisito de supervisión constante. GamePro rated it 4.5/5 stars and called it "a tough, funny, and very charismatic hybrid" of The Sims and strategy games. Joel Durham Jr. de GameSpy lo calificó con 4/5 estrellas y escribió: "Más que Sims en el espacio, 'Space Colony' combina la construcción de ciudades, la estrategia en tiempo real y el humor poco convencional para producir una experiencia agradable y título de estrategia único". "Space Colony: Steam Edition" tiene una puntuación de 74/100 según 10 reseñas en Metacritic.